# Hernando Salles
Hernando Salles (Rosario, Provincia de Santa Fe, 10 de septiembre de 1979) es un ex-baloncestista argentino. Formado en la cantera del Saladillo Club de su ciudad natal, toda su carrera la desarrolló en las ligas profesionales y semi-profesionales de su país.
Tiene el mérito de haber sido el líder de asistencias de la LNB en la temporada 2008-09 mientras jugaba para Regatas Corrientes. En esa ocasión entregó 224 asistencias en 47 partidos, lo que significó un promedio de 4.8 asistencias por encuentro. 
Fue miembro del seleccionado de Santa Fe que conquistó el Campeonato Argentino de Básquet en 2004 y 2007.

## Trayectoria

### Clubes
| Club                      | País      | Año         |
| ------------------------- | --------- | ----------- |
| Siderca de Campana        | Argentina | 1997 - 1998 |
| Sport Club Cañadense      | Argentina | 1998 - 2000 |
| Sportivo Independiente    | Argentina | 2000 - 2001 |
| Alumni de Casilda         | Argentina | 2001        |
| Sport Club Cañadense      | Argentina | 2002        |
| Ferro                     | Argentina | 2002 - 2004 |
| Regatas Corrientes        | Argentina | 2004 - 2007 |
| Quilmes                   | Argentina | 2007 - 2009 |
| La Unión de Formosa       | Argentina | 2009 - 2010 |
| El Nacional Monte Hermoso | Argentina | 2010 - 2011 |
| Quimsa                    | Argentina | 2011 - 2012 |
| Olímpico                  | Argentina | 2012 - 2013 |
| Lanús                     | Argentina | 2013 - 2014 |
| Regatas Corrientes        | Argentina | 2014 - 2015 |
| Comunicaciones            | Argentina | 2015 - 2016 |
| Sport Club Cañadense      | Argentina | 2017 - 2020 |